# Kraainem (metrostation)
Kraainem (Frans: Crainhem) is een station van de Brusselse metro, gelegen op de grens van de gemeenten Sint-Lambrechts-Woluwe en Sint-Pieters-Woluwe.

## Geschiedenis
Het ondergrondse metrostation werd geopend op 31 augustus 1988 samen met Stokkel ter verlenging van metrolijn 1B vanuit Alma. Sinds de herziening van het metronet in 2009 wordt Kraainem bediend door de nieuwe metrolijn 1.
De naam van dit station kan verwarrend lijken aangezien het station gelegen is op het grondgebied van het Brussels Hoofdstedelijk Gewest, terwijl Kraainem een nabijgelegen faciliteitengemeente is van het Vlaams Gewest. De naam van het station is echter een politieke beslissing geweest van Federaal minister van Verkeerswezen Herman De Croo.

## Situering
Kraainem is gelegen onder de Wezembeeklaan direct onder het maaiveldniveau. Doordat er in het dak van het toegangsgebouw veel glas is toegepast, kan het daglicht tot op de perrons doordringen. Het station doet tevens dienst als eindpunt voor een aantal buslijnen van de MIVB en De Lijn. In de nabije omgeving van het metrostation ligt een P+R parking met 172 plaatsen, die in de toekomst nog uitgebouwd zou worden.

## Kunst
In tegenstelling tot de meeste stations van de Brusselse metro, is er geen kunst aanwezig in het station Kraainem.

## Afbeeldingen

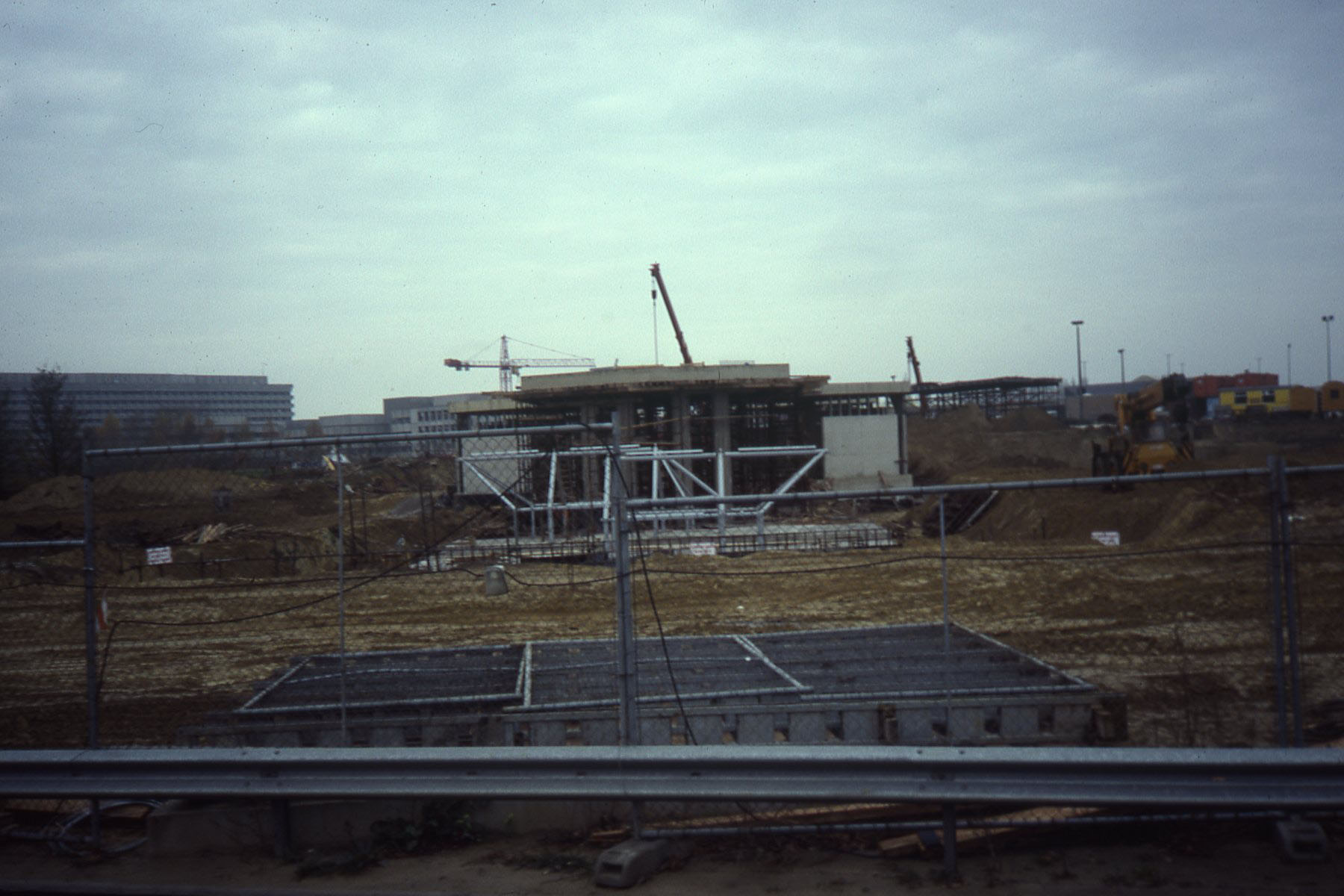
Bouw van het station Kraainem in 1986.
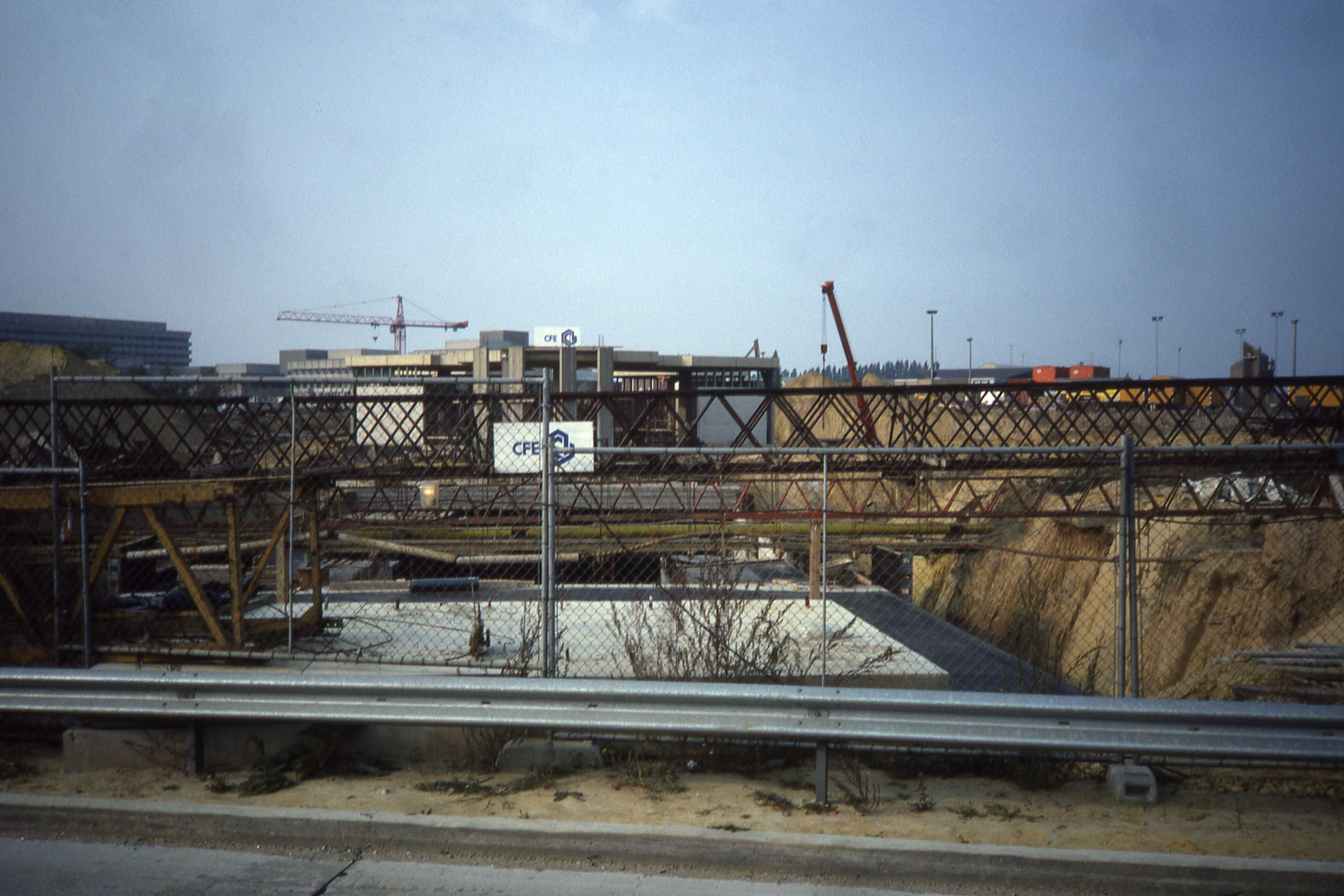
Bouw van het station Kraainem in 1986.
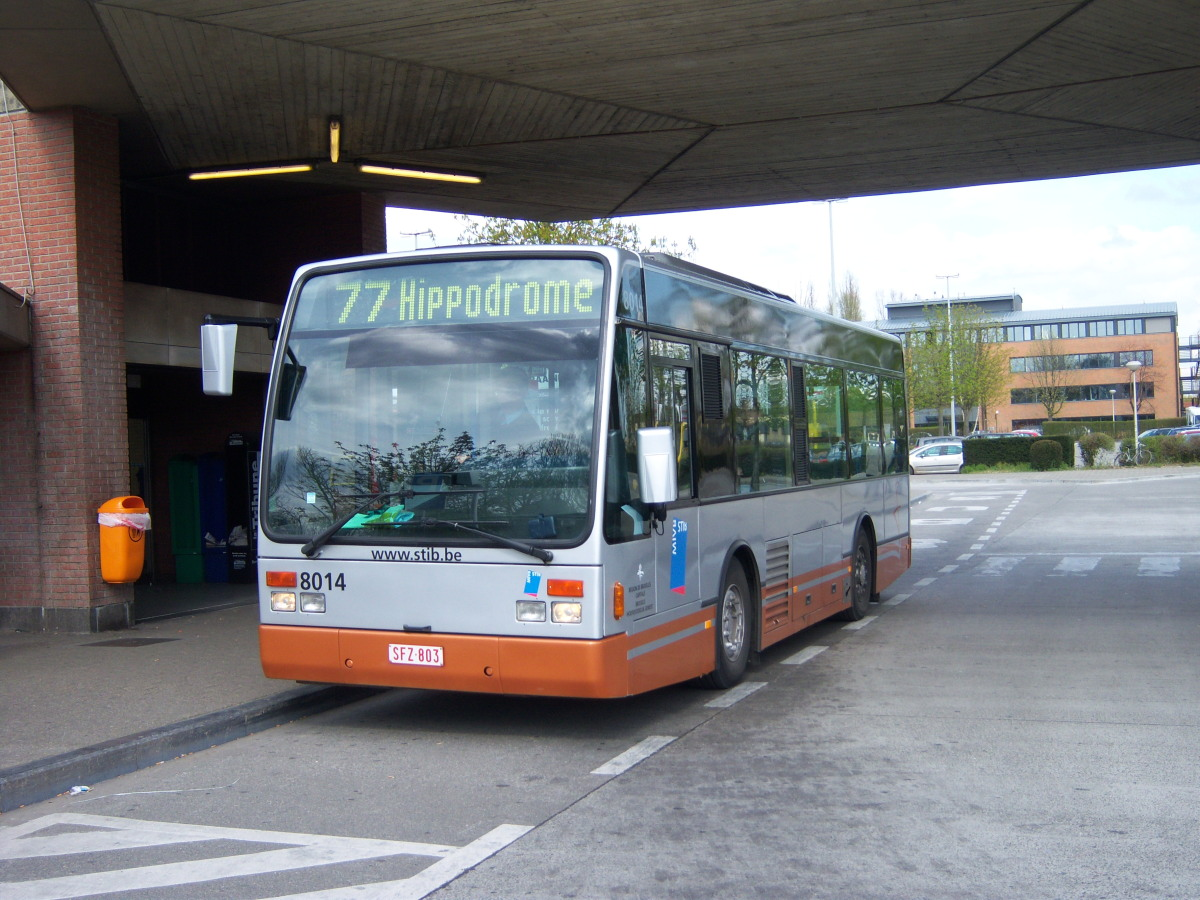
Aansluiting met MIVB-bussen ter hoogte van de ingang
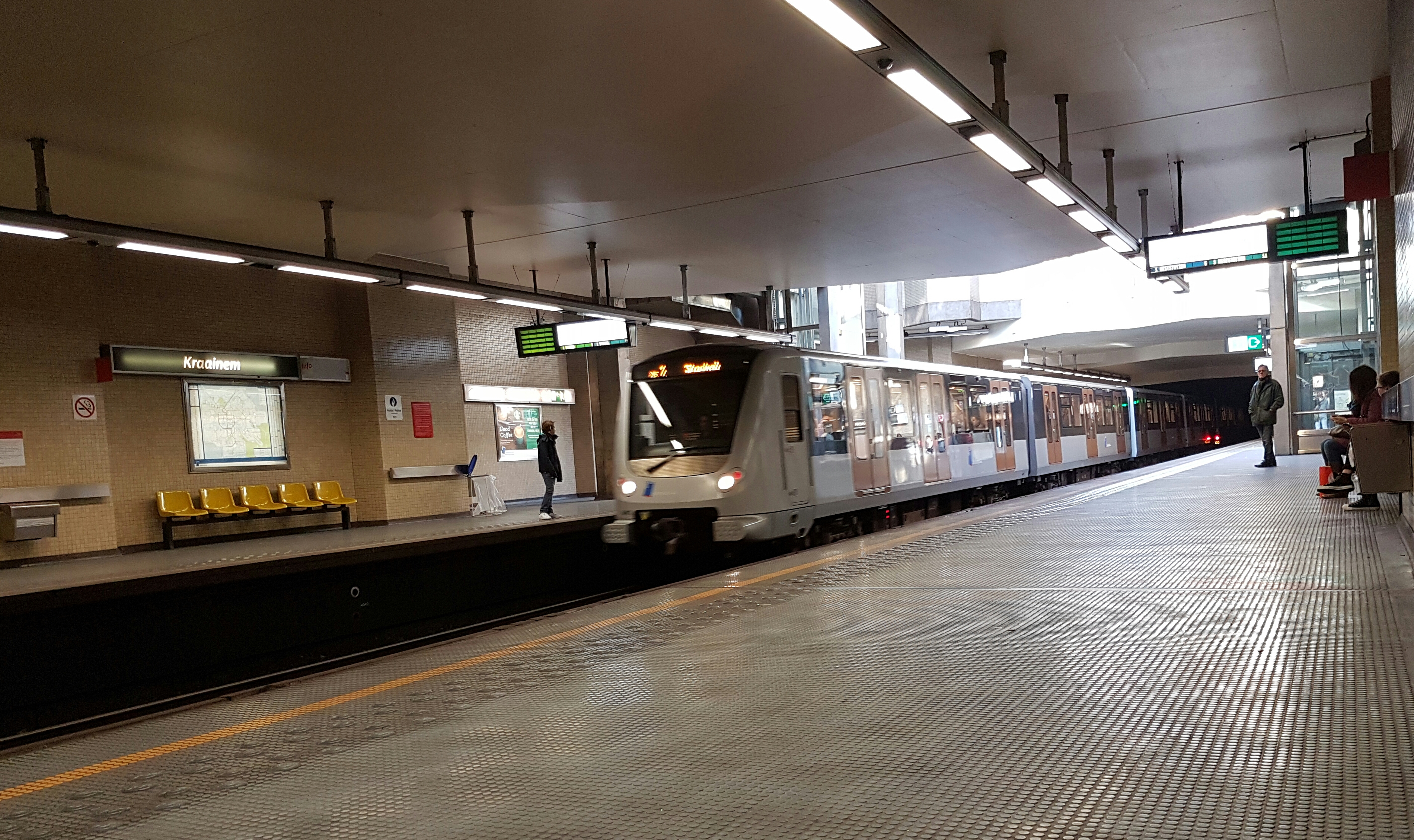
Perrons van het station met een BOA